# Go Let It Out
«Go Let It Out» es el primer sencillo del cuarto álbum de estudio de la banda de rock inglesa Oasis, Standing on the Shoulders of Giants. Fue puesto a la venta en febrero de 2000, semanas antes del lanzamiento del disco.
Es el primer material nuevo que la banda difundió desde febrero de 1998. Este tema, y el álbum mismo marcan un cambio de actitud e imagen, que se ve reflejado en las letras de Noel Gallagher. Significativamente 2 miembros de la banda partieron a fines de 1999.
El sencillo incluye los temas (As Long as They've Got) Cigarettes in Hell y Let's All Make Believe. En solo una semana alcanzó el primer puesto en las listas de Reino Unido, lugar en donde el álbum fue bien recibido, aunque no tuvo la misma suerte en el resto del mundo.
«Go Let It Out» está incluido en la nueva producción Stop The Clocks: The Definitive Collection.

## Vídeo musical
El vídeo fue rodado en Surrey, Inglaterra, por el director Nick Egan en noviembre de 1999. En él aparece Liam cantando en un autobús de dos pisos, antes de bajarse y entrar en un campo donde están Noel, Gem y Alan e interpretar allí el resto de la canción. El vídeo presenta una alineación inusual de la banda, con Liam tocando la guitarra rítmica, Noel tocando el bajo y Gem tocando la guitarra solista.

## Lista de canciones
Sencillo en CD (RKIDSCD 001), Vinilo de 12" (RKID 001T)

| N.º   | Título                                        | Duración |  |
| 1.    | «Go Let It Out»                               | 4:41     |  |
| 2.    | «Let's All Make Believe»                      | 3:53     |  |
| 3.    | «(As Long As They've Got) Cigarettes In Hell» | 4:21     |  |
| 12:55 |                                               |          |  |

CD single Japón (ESCA 8114)
| N.º   | Título                   | Duración |  |
| 1.    | «Go Let It Out»          | 4:41     |  |
| 2.    | «Let's All Make Believe» | 3:53     |  |
| 3.    | «Helter Skelter»         | 5:54     |  |
| 14:28 |                          |          |  |

Vinilo de 7" (RKID 001), Sencillo en CD cardsleeve (HES 668485 1), Casete (RKIDCS 001)

| N.º  | Título                   | Duración |  |
| 1.   | «Go Let It Out»          | 4:41     |  |
| 2.   | «Let's All Make Believe» | 3:53     |  |
| 8:34 |                          |          |  |

Vinilo promocional de 12" (CTP 327), CD promocional (SAMPCS 8067)

| N.º  | Título          | Duración |  |
| 1.   | «Go Let It Out» | 4:41     |  |
| 4:41 |                 |          |  |

CD promocional Reino Unido (Big V Bir 1)

| N.º   | Título                 | Duración |  |
| 1.    | «Go Let It Out» (Demo) | 5:30     |  |
| 2.    | «Wonderwall» (Live)    | 4:47     |  |
| 10:17 |                        |          |  |

Betacam promocional (none), VHS promocional (none)

| N.º  | Título                        | Duración |  |
| 1.   | «Go Let It Out» (Music Video) | 4:46     |  |
| 4:46 |                               |          |  |

| Predecesor: "Rise" de Gabrielle | UK Number One Single - Sencillo n.º 1 13 de febrero de 2000 - 19 de febrero de 2000 | Sucesor: "Pure Shores" de All Saints |

- Datos: Q1533387

## Músicos
- Liam Gallagher - voz principal y coros, silbato
- Noel Gallagher - guitarras, bajo y mellotron
- Alan White - batería